# グッデイ! (FM AICHI)
グッデイ!は、エフエム愛知で、平日の朝に放送されていたワイド番組。
ここでは関連番組である「FM AICHI "グッデイ!" INFO（エフエム・アイチ - インフォ）」についても述べる。

## 概要
2014年3月までこの時間帯には「MORNING MAXX!!」（金曜は「MAXX!! FRIDAY」）が放送されてきた。
4月の改編で「EX Station（エクステーション）」以外の番組がDJ以外総入れ替えとなるのに合わせてスタートした早朝ワイド番組。
パーソナリティを務める黒江美咲は地元愛知・安城市出身で、4月入社とともに番組を担当することになった。
また、エフエム東京からのネット番組である「中西哲生のクロノス」6時台後半パートの一部を差し替えて「FM AICHI "グッデイ!" INFO」を放送しているが、これは朝のニュースと東海地方の天気を伝えるのみのミニコーナーで、ここには黒江は登場せず別途アナウンサーが担当する。
2015年春の大改編で終了。後番組は『Brand-New RADIO』となるが、前時間帯の「クロノス」のネットをAラインパートのみに縮小し、「モーニング・グルーブ」以来4年ぶりに6時スタートの朝ワイドがはじまる。

## タイムテーブル
FM AICHI "グッデイ!" INFO
- 6:51 東海地方のニュース、天気予報

コーナー終わりに、「この後は東京のスタジオから「MY OLYMPIC」・「クロノス」、7:30からは黒江美咲さんの「グッデイ!」がはじまります」とコメントする。
グッデイ!
- 7:30 第1部オープニング
- 7:33 FM AICHI トラフィック
- 7:35 ニュースフラッシュ
- 7:47 FM AICHI トラフィック
- 7:49 名古屋小牧空港 フライトインフォメーション
- 7:52 今日の元気ワード!

中西哲生のクロノス（番組に内包）
- 8:00 SUZUKI Breakfast News
- 8:09 ルートインホテルズ 今日のキーワード
- 8:10 Honda Smile Mission

グッデイ!
- 8:18 第2部オープニング
- 8:23 FM AICHI トラフィック
- 8:25 デイリーワード
- 8:35 FM AICHI トラフィック

※第1部・第2部という名称は便宜上付けているもので、番組内では呼称されない。